# Aiho
Aiho é uma vila no distrito de Maldah, no estado indiano de Bengala Ocidental.

## Demografia
Segundo o censo de 2011, Aiho tinha uma população de 5.898 habitantes. Os indivíduos do sexo masculino constituem 50% da população e os do sexo feminino 50%. Aiho tem uma taxa de literacia de 70,88%. 10,26% da população está abaixo dos 6 anos de idade.